# Peter Kenilorea
Sir Peter Kenilorea (23. svibnja 1943. – 24. veljače 2016.) je solomonski političar, službeno nazvan The Rt Hon. Sir Peter Kenilorea kao član Privrednog vijeća Ujedinjenog Kraljevstva.

## Životopis
Kenilorea je rođen u selu Takataka na otoku Malaiti, pripadnik je naroda 'Are'are. Obučen je za učitelja South Seas Evangeličke crkve i suosnivač je solomonske kršćanske udruge. Kao mladić je pomogao u osnivanju solomonske sjedinjene stranke.
Na općim izborima 1973. godine vodio je u izbornoj jedinici 'Are'are, gubeći Davidu Kausimaeu. U vrijeme izbora 1976. godine, izborna jedinica je podijeljena i Kenilorea je izabran u Sabor na istočnoj 'Are'are izbornoj jedinici. Postao je glavni ministar solomonskih Otoka iste godine i doveo zemlju do neovisnosti od Velike Britanije 1978. godine. Potom je služio kao prvi premijer do 1981. godine, i opet od 1984. do 1986. godine. Obnašao je dužnost ministra vanjskih poslova dva puta od 1988. do 1989. godine i od 1990. do 1993. godine.
Nakon sukoba između dviju militantnih skupina, Kenilorea je zajedno s Paulom Tovuom, supredsjedatelj mirovnih pregovora, a kasnije i predsjednik osmočlanog vijeća za praćene mira, koje je nastalo u kolovozu 2000. godine. Od 2001. do 2005. godine bio je predsjednik solomonskog parlamenta.
Bio je kandidat za mjesto Generalnog guvernera sredinom lipnja 2004. godine, ali nije izabran jer je dobio samo 8 od 41 glasa u parlamentu, koji je zauzimao drugo mjesto iza Nathaniela Waene, koji je dobio 27 glasova. Nakon općih izbora 2006. godine ponovno je izabran za predsjednika solomonskog parlamenta u travnju 2006. godine, na položaju je bio do 2010. godine.
Ponovo se htio vratiti u parlament u kolovozu 2012. godine, ali nije dobio dovoljno glasova u svojoj izbornoj jedinici. Umro je 24. veljače 2016. godine.